# 10118 Jiwu
A 10118 Jiwu (ideiglenes jelöléssel (10118) 1992 UK1) a Naprendszer kisbolygóövében található aszteroida. Ueda Szeidzsi és Kaneda Hirosi fedezte fel 1992. október 19-én.

## Kapcsolódó szócikk
- Kisbolygók listája (10001–10500)